# Cifrul substituției
În criptografie, cifrul substituției este o metodă de criptare prin care unități din text sunt înlocuite cu criptotext conform unui sistem regulat; "unitățile" pot fi litere (cel mai comun), perechi de litere, triplete de litere, amestecuri ale celor anterioare ș.a.m.d. Destinatarul descifrează textul efectuând operația inversă.
Cifrurile substituției pot fi comparate cu cifrurile transpoziției. Într-un cifru al transpoziției, unitățile de text sunt rearanjate într-o ordine diferită și complexă, dar conținutul lor este lăsat neschimbat. Spre deosebire, într-un cifru al substituției, unitățile de text sunt păstrate în aceeași poziție, dar conținutul lor este alterat.Cea mai utilizata forma de decriptare a unui cifru de substitutie o constituie analiza frecventei de aparitie a caractereler. Un pas important ar fi cunoasterea limbii în care a fost redactat textul clar, deoarece frecventa de aparitie a literelor difera de la o limba la alta.
- Singurul cifru de substituție alfabetului (cifru de substituție simplă) — un cifru în care fiecare caracter al unui plaintext este înlocuit cu un simbol al aceluiași alfabet, fixat cu o cheie dată.
- Cifrul de substituție mono-vocal este similar celui alfabetic, cu excepția faptului că caracterul plaintext poate fi înlocuit cu unul din mai multe personaje posibile.
- Cifrul de substituire a poligramilor' nu înlocuiește un singur caracter, ci un întreg.
- Ciflul de substituție poli-alfabetică constă în mai multe șifone simple de substituție.

Ca alternativă la cifrurile de substituție, pot fi luate în considerare cifrurile de permutare. În ele, elementele textului sunt rearanjate într-o ordine diferită de cea originală, în timp ce elementele în sine rămân neschimbate. Dimpotrivă, în cifrurile de substituție, elementele de text nu își schimbă succesiunea, ci se schimbă singure.

## Nomenclator

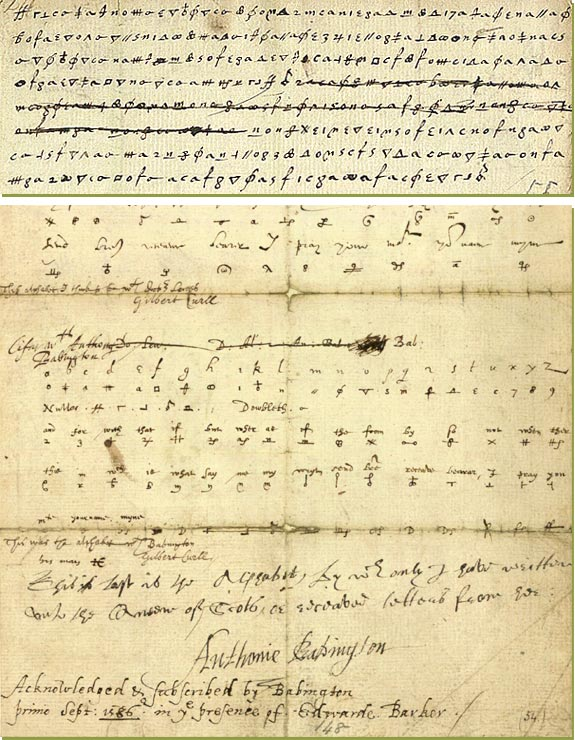
Mesajul nomenclator forjat folosit în graficul Babington

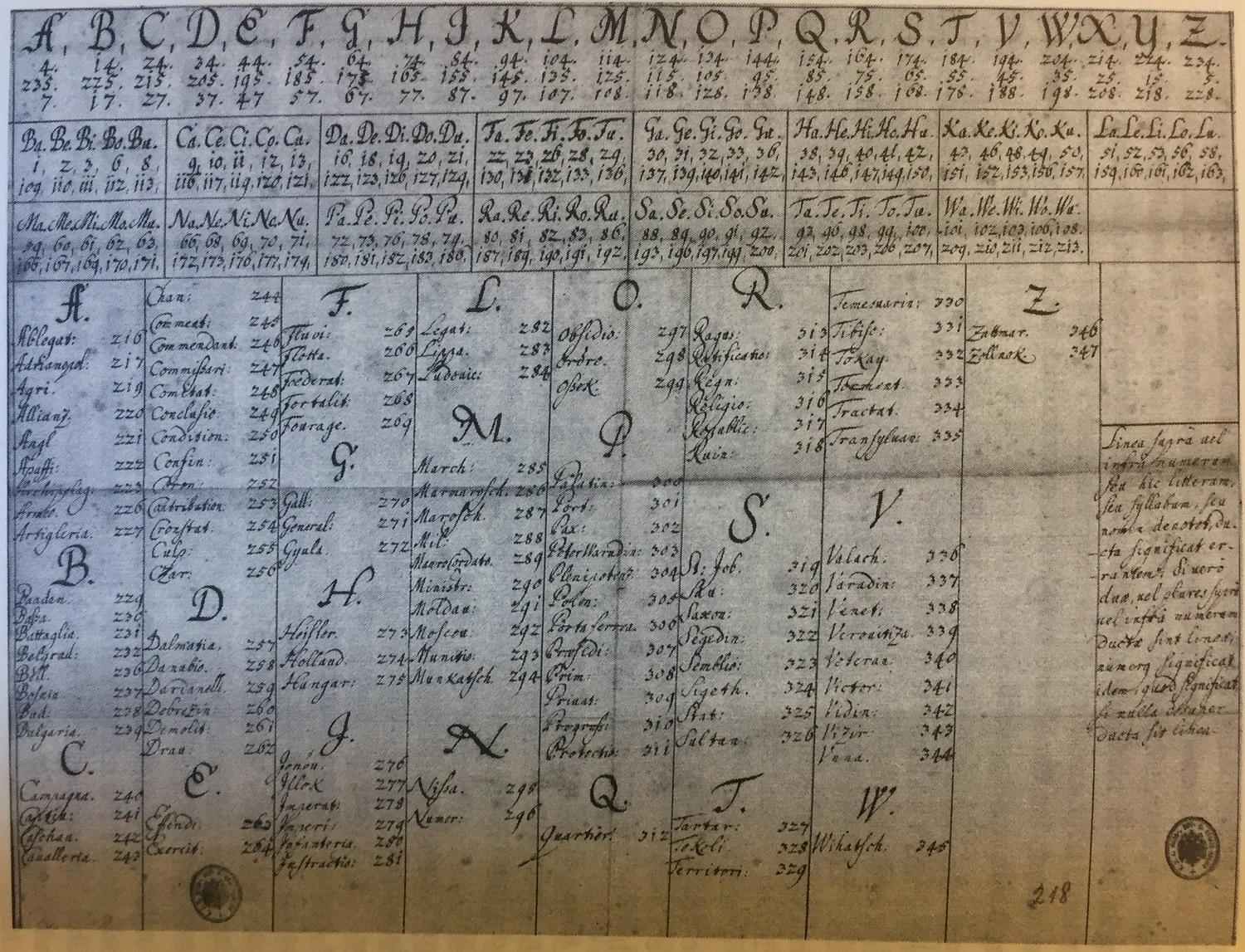
Un tabel de coduri nominative franceze

O variantă o dată-comună a cifrului de substituție este nomenclatorul. Numit după oficialul public care a anunțat titlurile demnitarilor care vizitează, acest cifru folosește o foaie de coduri mici care conține tabele de litera, de silabe și de substituire a cuvintelor, uneori homofone, care transformă de obicei simbolurile în cifre. Inițial, porțiunea de cod a fost limitată la numele unor oameni importanți, de unde și numele cifrului; în anii următori a acoperit multe cuvinte comune și nume de locuri, de asemenea. Simbolurile pentru cuvintele întregi (cuvintele de cod în limbajul modern) și literele (cifrul din parlamentele moderne) nu au fost distinse în textul cifrat. Cifrul Mare al lui Rossignols folosit de Louis XIV din Franța a fost unul.
Nomenclatorii au fost tariful standard al corespondenței diplomatice, a spionajului și a conspirației politice avansate de la începutul secolului al XV-lea până la sfârșitul secolului al XVIII-lea; cei mai mulți conspiratori au fost și au rămas mai puțin sofisticați din punct de vedere criptografic. Deși criptanaliștii de informații guvernamentale au rupt sistematic nomenclatoarele de la mijlocul secolului al șaisprezecelea și sistemele superioare au fost disponibile încă din 1467, răspunsul obișnuit la criptanaliză a fost pur și simplu de a face mesele mai mari.
Cu toate acestea, nu toate nomenclatoarele au fost sparte; astăzi, criptanaliza textelor cifrate arhivate rămâne o zonă fructuoasă a cercetării istorice.

## Înlocuirea în criptografia modernă
Chipurile de substituție, așa cum au fost discutate mai sus, în special cele mai vechi cipuri de mână pentru creion și hârtie, nu mai sunt folosite în mod serios. Cu toate acestea, conceptul criptografic de substituție continuă și astăzi. Dintr-o perspectivă suficient de abstractă, cipurile de bloc moderne orientate spre biți (de exemplu, DES sau AES) pot fi văzute ca șifone de substituție pe un alfabet enorm de mare binar. În plus, blocurile de blocare includ adesea mesele de substituție mai mici numite S-boxes. A se vedea și rețeaua de substituție-permutare.